# Copelatus ceylonicus
Copelatus ceylonicus är en skalbaggsart som beskrevs av Vazirani 1969. Copelatus ceylonicus ingår i släktet Copelatus och familjen dykare. Inga underarter finns listade i Catalogue of Life.